# Носов, Сергей Александрович
Носов Сергей Александрович — хоккейный арбитр всероссийской категории, неоднократно попадал в список десяти лучших судей года СССР и России.

## Биография
Родился 24 марта 1955 года в Москве. Начинал играть в хоккей с шайбой у Аркадия Чернышёва в «Динамо» (Москва), стоял в воротах. Выступал за команду «Буран» (Воронеж). После возвращения из Воронежа хотел судить хоккей с шайбой, но по совету тренера пошел в хоккей с мячом.
Свою карьеру в качестве судьи Носов начал в 1981 году с игр на первенство Москвы, в 1984 году стал привлекаться к судейству в чемпионате второй лиги, был судьей у ворот на Кубке СССР.
Первым серьезным судейством стали игры на приз Федерации хоккея с мячом в Новосибирске в 1987 году. И с 1987 года начал судить матчи высшей лиги. Первый матч в высшей лиги проходил в Ульяновске. С 1990 года Носов работал главным судьей.
Его первый международный матч в качестве главного арбитра был между юношеской сборной СССР и швецкой командой «Эдсбюн».
В 1995 году обслуживал матчи чемпионата мира среди юниоров, проходившего в Новосибирске. 4 раза был в списке «10 лучших судей Федерации хоккея с мячом СССР (России)».
Умер 12 июля 2011 году после продолжительной болезни.